# Róža Domašcyna
Róža Domašcyna, née le 11 août 1951 dans la petite ville de Zerna, en Saxe orientale (à l'époque en République démocratique allemande), est une poétesse et traductrice sorabe. Elle est l'auteure de poèmes, de pièces de théâtre, d'adaptations et d'essais tant en allemand qu'en sorabe. Elle est, avec Kito Lorenc (né en 1938) et Benedikt Dyrlich (né en 1950), l'un des grands noms de la littérature sorabe contemporaine.

## Éléments biographiques
Membre de la rédaction du magazine sorabe pour enfants Płomjo (La Flamme) et du quotidien Nowa Doba (Nouvelle Époque) de 1968 à 1972, Róža Domašcyna commence à publier des poèmes dans la presse sorabe à partir de 1970. Ingénieure de formation, elle travaille pendant plusieurs années pour la mine de lignite de Knappenrode (Hórnikecy), près de Hoyerswerda. De 1985 à 1989, elle étudie à l’Institut de littérature Johannes R. Becher, à Leipzig. Depuis 1990, elle se consacre pleinement à l'écriture et publie aux éditions Januspress à Berlin. Elle vit actuellement à Bautzen (Budišyn), en Lusace.

## Œuvre
L’unification allemande et la disparition de la RDA coïncident avec la percée de Róža Domašcyna sur le plan littéraire. Après un premier recueil de poèmes intitulé Wróćo ja doprědka du en 1990, elle publie régulièrement, tant en sorabe qu’en allemand : Zaungucker (1991), Pře wšě płoty (Über alle Zäune, 1994), Zwischen gangbein und springbein (1995), Der Hase im Ärmel (contes sorabes, 1997), Selbstredend selbzweit selbdritt (1998), Kunstgriff am netzwerg (1999), Pobate bobate (1999), MY NA AGRA (2004).
Elle traduit également de la poésie, essentiellement à partir d’autres langues slaves; son œuvre est traduite dans de nombreuses langues slaves et d’autres langues européennes.

## Prix et distinctions
Son œuvre a valu à Róža Domašcyna divers prix littéraires, notamment le prix d'encouragement Mörike de la ville de Fellbach (1994), le prix d'encouragement du prix Ćišinski (1995) et le prestigieux prix Anna Seghers (1998). Ses textes se caractérisent par des interférences poétiques entre le sorabe et l’allemand.

## Róža Domašcyna en traduction française
Il n'existe à ce jour aucun recueil de Róža Domašcyna traduit en français. Huit poèmes sont parus dans la revue Chaoïd dans une traduction collective réalisée par un groupe de germanistes de l'université de Toulouse. En 2001, elle fait partie des écrivains allemands invités au Salon du Livre de Paris. En 2008, avec d'autres écrivains-traducteurs, elle participe à la Maison de l'Europe à Paris à une table ronde sur le thème Écrire l'autre langue, ainsi qu'à un colloque en 2010.

## En allemand
- Sinn und Form, Beiträge zu Literatur 47/2, Akademie der Künste, Berlin 1995

## En sorabe
- Róza Domascyna, Santera pantera; lyrika z dwurneje uicy choix de poèmes illustrés par Christian Thanhäuser, Ottensheim an der Donau 2003 (trilingue sorabe-allemand-français)